# Modul pružnosti v tahu
Modul pružnosti v tahu, také nazývaný Youngův modul, lze definovat jako poměr napětí a jím vyvolané deformace, což lze vyjádřit vztahem:
{\displaystyle E={\frac {\sigma }{\varepsilon }}}
- E – modul pružnosti v tahu [Pa]
- σ – napětí v tahu [Pa]
- ε – poměrná deformace (také nazývaná podelná), {\displaystyle \varepsilon ={\frac {\Delta l}{l_{0}}}}, kde {\displaystyle l} je délka, {\displaystyle l_{0}} je původní délka a {\displaystyle \Delta l=l-l_{0}} je prodloužení tělesa.

Jeho hodnota je většinou v praxi vyjadřována v megapascalech či gigapascalech, např. Youngův modul konstrukční oceli je přibližně 210 GPa.

## Příklad dvou různých materiálů
Vyšší hodnotu modulu pružností mají materiály, které potřebují na dosáhnutí stejné deformace vyšší napětí.
Materiály s větším modulem pružnosti mají menší deformace, jak vyplývá z obrázku, kde při stejném napětí v tahu prokazuje materiál „B“ podstatně větší deformaci než materiál „A“. Materiál „A“ má tedy větší modul pružnosti v tahu než materiál „B“.

## Youngův modul
| materiál                                          | E [GPa]  |
| ------------------------------------------------- | -------- |
| slitiny hliníku                                   | 70       |
| konstrukční ocel                                  | 210      |
| betonářská ocel                                   | 200      |
| předpínací ocel                                   | 195      |
| beton                                             | 35       |
| rychlořezná ocel                                  | 217      |
| monokrystalický diamant                           | 820–1250 |
| polykrystalický diamant                           | 776–920  |
| monokrystalický kubický nitrid boru               | 650–850  |
| polykrystalický kubický nitrid boru               | 587–800  |
| Al2O3 (korund) při pokojové teplotě               | 406 ± 10 |
| Cermety MO2C+TiCN+Ni                              | 500      |
| Al2O3+ZrO2                                        | 340–400  |
| Absolutně tuhé (nedeformovatelné, rigidní) těleso | ∞        |

## Hookeův zákon
Youngův modul pružnosti je konstantou úměrnosti v Hookeově zákoně.

## Další poznámky
Modul pružnosti lze stanovit mnoha způsoby, avšak vždy ve spojení s experimenty např. z tahových, ohybových aj. materiálových testů. V případě nehomogenních, anizotropních či ortotropních materiálů existuje více hodnot modulů pružnosti, viz např. následující obrázky, kde je využito počítačové tomografie.

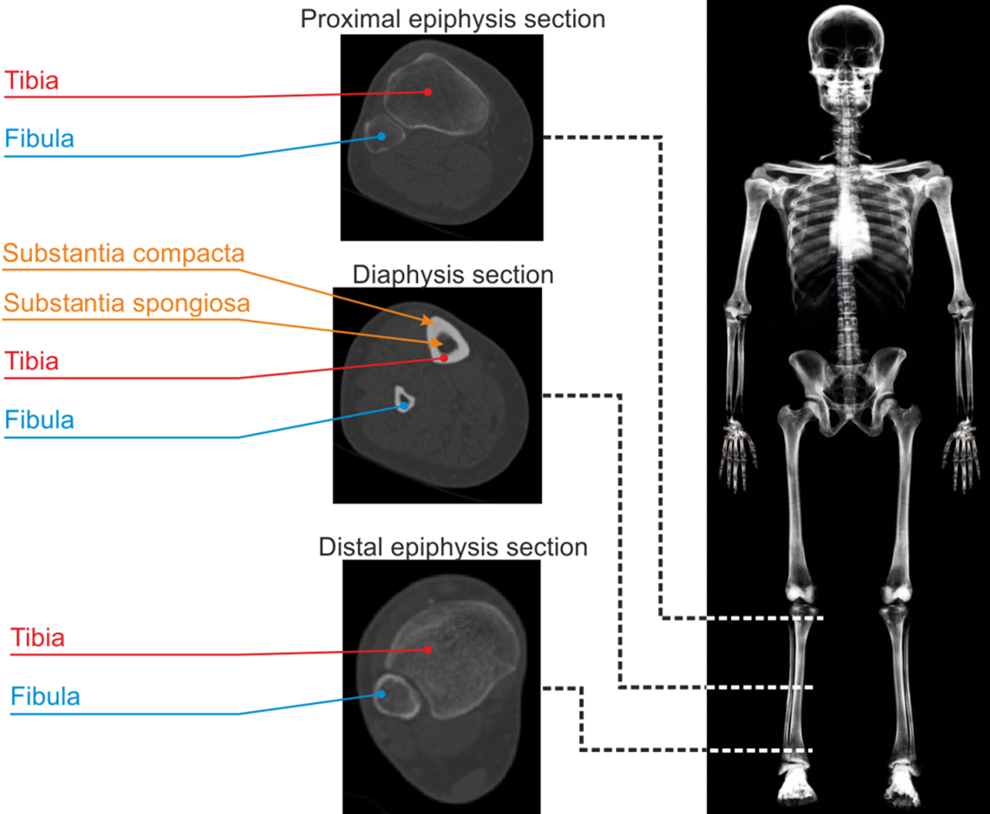
Nehomogenní materiál, lidská tibie (zpracování CT snímků, separace kostní tkáně od měkkých tkání, tvorba CAD/MKP modelu v sw MIMICS a získané rozložení modulu pružnosti)
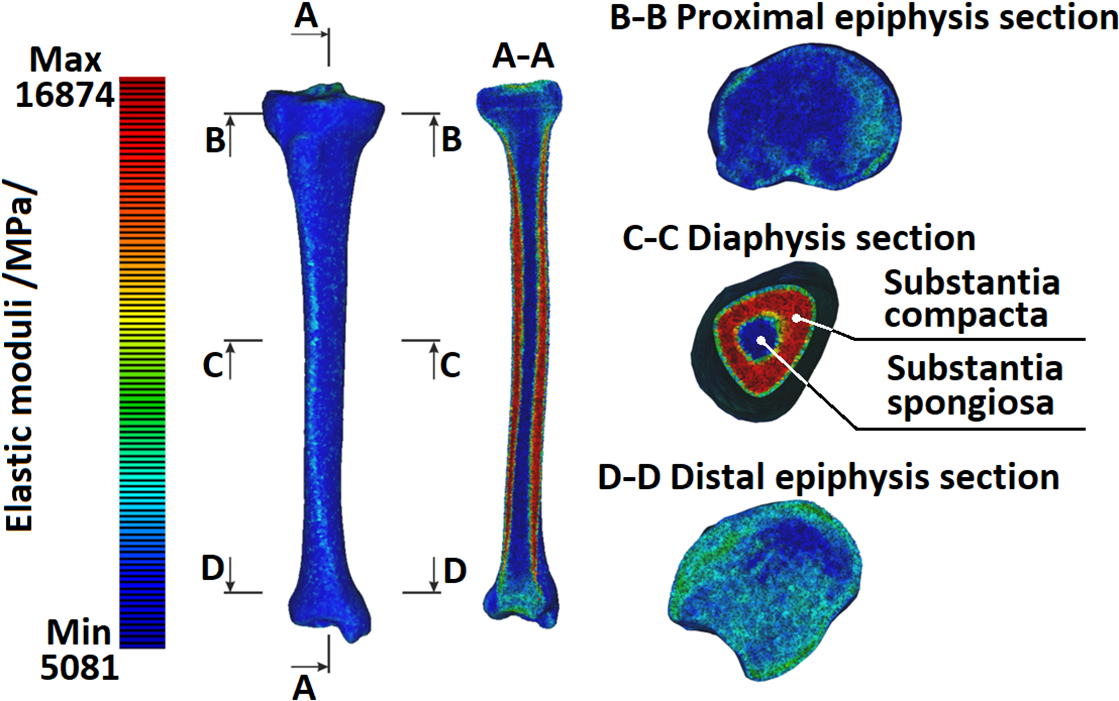
Nehomogenní materiál, lidská tibie (zpracování CT snímků, separace kostní tkáně od měkkých tkání, tvorba CAD/MKP modelu v sw MIMICS a získané rozložení modulu pružnosti)